# United Fruit Company
United Fruit Company var ett stort amerikanskt bolag bildat 1899 som handlade med tropisk frukt (främst bananer och ananas). Det ägde stora plantager i Latinamerika varifrån frukten skeppades för att säljas i USA och Europa. Under större delen av 1900-talet var företaget det dominerande på bananexport och hade i vissa områden närmast ett monopol på bananhandeln, därav namnet bananrepublik. Bolaget hade under en lång tid ett djupgående inflytande på den ekonomiska och politiska utvecklingen i flera latinamerikanska länder. Kritiker anklagade United Fruit för neokolonialism och för att utgöra typexemplet på multinationella företag som använder sitt inflytande för att få politisk kontroll i utvecklingsländer.
1970 slogs United Fruit ihop med konglomeratet AMK för att bilda United Brands Company, idag Chiquita Brands International.

## Historia

### Bakgrund
1871 skrev den amerikanske järnvägsentreprenören Henry Meiggs och regeringen i Costa Rica under ett kontrakt för att anlägga en järnvägslinje mellan kaffedistrikten runt huvudstaden San José och hamnstaden Limón vid Karibiska havet, varifrån kaffet exporterades. Meiggs hade hjälp av sin unge brorson Minor Cooper Keith som dessutom tog över projektet efter Meiggs död 1877. Bygget av järnvägen genom regnskogen var problematiskt och många arbetare led svårt. Som ett experiment för få fram billig mat till arbetarna lät Keith år 1873 anlägga bananodlingar längs spåret. 1882 uteblev betalningarna från Costa Ricas regering och Keith blev tvungen att låna 1,2 miljoner pund från banker i London och privata investerare för att kunna fortsätta det svåra järnvägsbygget. Som kompensation för de uteblivna betalningarna, och för att kunna omförhandla Costa Ricas statsskuld till USA, lät Próspero Fernández Oreamunos regering år 1884 med på att skänka 3200 km² skattefri mark längs järnvägen till Keiths bolag samt att ge Keith ett leasingkontrakt på att sköta järnvägstrafiken på linjen 99 år framåt. Järnvägen blev klar 1890, men inkomsterna från gods- och passagerartrafiken räckte inte för att betala Keiths skulder. Å andra sidan visade sig bananodlingarna vara väldigt lukrativa, och snart kom Keith att dominera Centralamerikas bananhandel.

### Tidig historia
1899 förlorade Keith 1,5 miljoner pund då firman Hoadley and Co. i New York gick i konkurs och Keiths fordringar frös inne. Keith reste till Boston och ordnade ett samgående av hans egen bananfirma och rivalen Boston Fruit Company. Boston Fruit hade grundats 1870 av en sjöman vid namn Lorenzo Dow Baker och affärsmannen Andrew W. Preston. Resultatet av sammanslagningen blev 31 mars 1899 United Fruit Company (förkortat UFC eller UFCO), baserat i Boston med Preston som VD och Keith som vice VD. Preston bidrog till partnerskapet med plantager i Västindien, en ångbåtsflotta (som kallades "Great White Fleet") och marknaden i nordöstra USA. Keith hade sina plantager och järnvägar i Centralamerika och en marknad i södra och sydöstra USA. När företaget grundades hade det ett kapital på drygt 11 miljoner dollar. Kort efter samgåendet köptes sju oberoende fruktföretag i Honduras upp och bolaget var då världens största bananbolag med plantager i Colombia, Honduras, Costa Rica, Kuba, Jamaica, Nicaragua, Panama och Santo Domingo.
1901 anlitades UFC av regeringen i Guatemala för att sköta landets postverk. 1930 hade bolaget slukat mer än 20 rivaliserande företag, förvärvat ett kapital på 215 miljoner dollar och blivit Centralamerikas största arbetsgivare. Samma år sålde Sam Zemurray (som kallades "Sam the Banana Man") sitt bolag Cuyamel Fruit Company till United Fruit och drog sig tillbaka från affärsverksamheten. 1933 blev han orolig för att bolaget missköttes och iscensatte ett fientligt övertag av United Fruit. Han flyttade företagets huvudkontor till New Orleans, vilket var hans hemvist. UFC fick uppleva många framgångsrika år under Zemurrays ledning, tills han avgick 1951.

## Inflytande i Centralamerika
Bolaget dominerade transportsektorn i Centralamerika genom sitt dotterbolag International Railways of Central America och bolagets stora fartygsflotta som gick under namnet "Great White Fleet". 1913 började United Fruit dessutom dra el- och telefonledningar genom Centralamerika genom sitt dotterbolag Tropical Radio and Telegraph Company. Utöver detta ägdes stora landområden längs den karibiska kusten av United Fruit. För att behålla sin dominerande ställning på marknaden såg man till att kontrollera fördelningen av odlingsbar mark. UFCO hävdade att man var tvingade att förvärva och reservera ännu mer mark på grund av mjöldagg, orkaner och andra hot mot tillväxten. I praktiken innebar detta att företaget såg till att utestänga lokala bönders möjligheter att få en del av bananhandeln. United Fruits landmanipulation fick långtgående konsekvenser för regionen, eftersom det krävdes att det amerikanska storföretaget var tvungen att skaffa sig politiskt inflytande för att hindra regeringen att ingripa mot den ojämna markfördelningen. I Costa Rica var regeringen välvilligt inställd och sänkte exportskatten på frukt, då bananproduktionen gav arbetstillfällen och exporten av varor var bra för landet. Mutor till regeringarna var vanligt. I Guatemala medverkade United Fruit Company 1954 i störtandet av den demokratiskt valda regimen, när en jordreform störde företagets intressen.

## Santa Marta-massakern
Den 12 november 1928 bröt en storstrejk ut bland United Fruits arbetare vid Colombias karibiska kust, i trakterna kring Santa Marta. Antalet strejkande var någonstans mellan 11 000 och 30 000 och man krävde bland annat högre löner, men bolaget vägrade förhandla med fackföreningarna. Den 6 december, efter tre veckors strejk, öppnade colombianska armé-trupper eld mot en samling arbetare som höll strejkmöte på huvudtorget i staden Ciénaga. General Carlos Cortés Vargas, som var officern ansvarig för massakern, motiverade insatsen med att de strejkande var inblandade i statsfientliga aktiviteter och att mötets organisatörer var samhällsomstörtande, kommunistiska revolutionärer. Antalet döda i massakern är omtvistat, general Cortés själv uppskattade att 47 människor dödades, medan andra uppskattar antalet dödsoffer till över 200. Den liberala kongressledamoten Jorge Eliécer Gaitán hävdade att dödstalet var mycket högre och att United Fruit låg bakom den våldsamma sammandrabbningen. Händelsen orsakade stor skandal och ledde till slutet på 44 års konservativt styre och en liberal regering tillträdde 1930.